# John Bel Edwards
John Bel Edwards (Amite City, 16 settembre 1966) è un politico ed ex militare statunitense, governatore della Louisiana dal 2016 al 2024 ed in precedenza rappresentante statale dal 2008 al 2015. Bel Edwards è membro del Partito Democratico.

## Biografia
Nato e cresciuto nella città di Amite City, Edwards frequenta la Amite High School a partire dal 1984 e si laurea nel 1988 in ingegneria alla United States Military Academy. Nel 1986 completa la Airborne School nel 1986 mentre era studente. Ha servito alle armi per ben 8 anni, dapprima nella 25ª Divisione di Fanteria e poi nella 82ª Divisione aviotrasportata. Dopo essere rientrato in patria, consegue gli studi presso l'università della Louisiana nel 1999.
Agli inizi del 2013 ha annunciato la sua candidatura a governatore della Louisiana alle elezioni del 2015, riuscendo a vincerle con il 56,1% dei voti battendo il repubblicano David Vitter e ad assumere le funzioni di governatore l'11 gennaio 2016.
Nel novembre 2019 è rieletto governatore battendo di misura al ballottaggio con il 51,3% il candidato repubblicano Eddie Rispone.

## Vita privata
Edwards è sposato e ha tre figli.